# Ʋ̃́
Cette page contient des caractères spéciaux ou non latins. S’ils s’affichent mal (▯, ?, etc.), consultez la page d’aide Unicode.
Ʋ̃́ (minuscule : ʋ̃́), appelé V de ronde tilde accent aigu ou V crosse tilde accent aigu, est un graphème utilisé dans l’écriture du kaansa, du puguli et du winyé. Il s’agit de la lettre Ʋ diacritée d’un tilde et d’un accent aigu.

## Représentations informatiques
Le V de ronde tilde accent aigu peut être représenté avec les caractères Unicode suivants :
- décomposé (latin de base, diacritiques)[1],[2],[3] :

| formes    | représentations | chaînes de caractères | points de code       | descriptions                                                                 |
| --------- | --------------- | --------------------- | -------------------- | ---------------------------------------------------------------------------- |
| capitale  | Ʋ̃́               | Ʋ◌̃ ◌́                  | U+01B2 U+0303 U+0301 | lettre majuscule latine v crosse diacritique tilde diacritique accent aigu   |
| minuscule | ʋ̃́               | ʋ◌̃ ◌́                  | U+028B U+0303 U+0301 | lettre minuscule latine v de ronde diacritique tilde diacritique accent aigu |